# Acantholimon griffithianum
Acantholimon griffithianum är en triftväxtart som beskrevs av Pierre Edmond Boissier. Acantholimon griffithianum ingår i släktet Acantholimon och familjen triftväxter. Inga underarter finns listade i Catalogue of Life.